# Melissa Coates
Melissa Coates (Thunder Bay, 18 giugno 1971 – Las Vegas, 23 giugno 2021) è stata una wrestler, culturista, attrice e modella canadese.

## Personaggio

### Mosse finali
- Backbreaker rack
- Sitout inverted suplex slam

### Manager
- Al Getz

### Soprannomi
- "The Bag Lady"
- "The Coates Rack"
- "The Blonde Bombshell"
- "The Super Genie"

## Titoli e riconoscimenti
- Brew City Wrestling
  - BCW Women's Championship (1)
- Dragon Con Wrestling
  - Dragon Con Women's Championship (1)
- Funking Conservatory
  - FC Women's Tag Team Championship (1) - con Claudia Reiff
- Great Championship Wrestling
  - NWA/GCW Women's Championship (1)
- Indiana Universal Wrestling Association
  - IUWA Diva's Championship (1)
- Michigan Championship Wrestling Association
  - MCWA Bombshell's Championship (1)
- Pro Wrestling Illustrated
  - 40ª tra le 50 migliori wrestler femminili nella PWI Female 50 (2010)